# Nikolaj Valoejev
Nikolaj Sergejevitsj Valoejev (Russisch: Николай Сергеевич Валуев) (Sint-Petersburg, 21 augustus 1973) is een voormalig Russisch bokser en tweevoudig zwaargewichtkampioen bij de WBA. 
In zijn laatste gevecht, op 7 november 2009, verloor hij de titel aan David Haye als gevolg van een meerderheidsbesluit. Het gevecht duurde twaalf ronden. 
Drie dagen na het gevecht kondigde Valoejev zijn pensionering aan.
Valoejev is met zijn 213 cm grootte en een gewicht van 149 kilogram de grootste en zwaarste wereldkampioen aller tijden.